# Heritiera parvifolia
Heritiera parvifolia är en malvaväxtart som beskrevs av Elmer Drew Merrill. Heritiera parvifolia ingår i släktet Heritiera och familjen malvaväxter. Inga underarter finns listade i Catalogue of Life.